# Hősi sirató
A Hősi sirató (francia címe Héroïde funèbre) Liszt Ferenc szimfonikus költeménye, a nyolcadik a műfajban. Műjegyzékszáma S.102. A darab első változatát 1848–1850-ben írta, a végső munkálatokat 1854-ben fejezte be. Boroszlón mutatták be 1857-ben.

## A mű születése
A Párizsban élő fiatal Liszt Ferenc erősen szimpatizált az 1830-as forradalmi eseményekkel, lelkesítették a történtek, és elhatározta egy „forradalmi szimfónia” megírását. A tervezett műből csak vázlatok maradtak fenn, a szimfónia sosem készült el. Ne feledjük: Liszt ekkor még „csak” Párizsban kedvelt ifjú (tizenkilenc éves) zongorista volt, még zongoravirtuózi technikáját sem dolgozta ki, a zenekar működését egyáltalán nem ismerte, a hangszerek tulajdonságaival, hangterjedelmével és együtthangzásukkal kapcsolatos ismereteket majd csak weimari udvari karmesterként (1848–1861) fogja megszerezni.
A tervezett szimfóniához készült vázlataiból kiderült, hogy művét eleve programzenének szánta. Négy ismert dallamot dolgozott fel: egy francia dalt (Vive Henri IV), a Marseillaise-t, egy huszita dalt a 15. századból és Luther Márton Erős vár a mi Istenünk című zsoltárját. A komponálás újbóli gondolata a 48-as forradalmak hatására merült fel benne, pedig társadalmi helyzete már jelentősen megváltozott erre az időre: Európa ünnepelt zongoristája lett, éppen ebben az időszakban lett Weimarban udvari karmester, élettársa ekkoriban lett a forradalmakkal élesen  szembehelyezkedő Carolyne zu Sayn-Wittgenstein. Ezzel szemben – a világpolgár Liszt – már egy évtizede rádöbbent magyarságára, a magyar forradalom híre fellelkesítette, a szabadságharc bukása pedig elkeserítette. Ennek hatására írta meg Funérailles (Temetés) című zongoradarabját és a Hősi siratót is.
A Hősi siratót eredetileg öttételes szimfóniának tervezte, aminek az első tétele lett volna az Héroide funébre, a második tételnek csak vázlatai készültek el (a haldokló Krisztus szavait – „Szomorú az én lelkem” – zenésítette volna meg), a harmadikban a Rákóczi- és a lengyel Dąbrowski-indulót, az ötödikben pedig a 2. zsoltár sorait („Miért dühösködnek a pogányok, és gondolnak hiábavalóságot a népek?”)  dolgozta volna fel.
A tervezett öt tételből csak az első készült el, amit 1850-ben Liszt famulusa, Joachim Raff hangszerelt, majd Liszt – már mint tapasztalt, kiváló hangszerelő – átdolgozott 1854-ben. Az egytételes szimfonikus költeményt 1857-ben adta ki nyomtatásban a lipcsei Breitkopf und Härtelnél. A műhöz előszót is mellékelt, amelynek a stílusából arra lehet következtetni, hogy inkább Wittgenstein hercegné munkája, így a forradalmi indíttatásról alig van szó, csupán azt említi meg, hogy felhasználta benne az 1830-ban tervezett szimfóniához készült részleteket. A mű ajánlása Carolyne-nak szólt. Bemutatója Boroszlón volt 1857. november 10-én, a hangversenyen Moritz Schön vezényelt.

## A zene
Liszt zenéje 1848-at, a magyar hősöket, a vértanúkat siratja, ennek megfelelően gyászinduló, amelynek műfaji elődje Beethoven 3., Eroica szimfóniájának lassú tétele. A Hősi sirató Hamburger Klára megfogalmazásában „Erőteljes és expresszív, tömören és szervesen összefogott, kitűnően szerkesztett kompozíció”.
A mű alaphangneme f-moll, hangszerelése – gyászinduló lévén – sötét tónusú. Lassú bevezetése van, majd a magyaros jellegű, súlyos főtéma, a voltaképpeni gyászinduló mutatkozik be, amire fájdalmas fúvós szólam felel. A második téma, egy gyötrelmes sóhajdallam, az angolkürtön szólal meg, majd a nagyforma első szakasza elhaló ütőhangzásokkal ér véget. A középső szakasz (trió) Desz-dúr hangnemű, és kétféle, egymással ellentétes anyagból áll össze. Első témája egy hajlékony kürtszóló, a második trombitán, üstdobkísérettel felhangzó harci riadó. A visszatérés minden eddigi történésnek a zenei összefoglalása. Benne basszusban tér vissza az induló főtéma, a magas regiszterben pedig a trió első részéből származó téma. Ez a szimfonikus költemény dramaturgiai csúcspontja: tutti, teljes hangerővel. A befejezés (F-dúr) halk, csendes, gyászt érzékeltető.
A mű hangszerelése: piccolo, két fuvola, két oboa, angolkürt, két klarinét, két fagott, négy kürt, két trombita, két tenorharsona, basszusharsona, tuba, négy üstdob, két harang, cintányér, kisdob, tamtam, nagydob, vonósok.
Liszt a szimfonikus költeményt átdolgozta zongora négykezesre is (S.569a).